# SycAmour
SycAmour is een Amerikaanse posthardcoreband. De band staat bekend om het vermengen van post-hardcore rifjes met R&B vocalen.

## Biografie
De band werd in 2010 opgericht te Ypsilanti, Michigan, waarna in November 2012 de band haar eerste EP uitbracht, die meer dan 1500 kopieën verkocht.
Gedurende 2012 en 2013 mocht de band aantreden in het voorprogramma van shows van diverse grotere bands, zoals Motionless in White, Chelsea Grin, Stick To Your Guns, Crown the Empire, The Plot in You en A Day to Remember. Dit leverde de band een contract op bij Hopeless Records, waar de band op 6 april 2014 haar tweede EP uitbracht, later dat jaar gevolgd door haar debuutalbum Indulgence: A Saga Of Lights. Niet veel later verwijderde Hopeless de band van haar rooster.
In 2018 bracht de band geheel zelfstandig een nieuwe EP uit, Substance Abuse, getiteld.

## Bezetting
Huidige leden
- Jeremy Gilmore - schone vocalen
- Jake Harris - gitaar
- Tony Sugent - niet-schone vocalen
- Victor Yousof - drums

Voormalige leden
- Zack Ferrell - gitaar
- Charles McCormick - bas

## Discografie
Studioalbums
- 2014 - Indulgence: A Saga Of Lights

Ep's
- 2012 - Obscure
- 2014 - Obscure: La Deuxieme
- 2018 - Substance Abuse